# Ifwagi
Ifwagi ist ein Verwaltungsbezirk (englisch Ward) des Distrikts Mufindi in der tansanischen Region Iringa.

## Geografie
Ifwagi liegt im südlichen Hochland von Tansania etwa 15 Kilometer Luftlinie südöstlich der Distrikthauptstadt Mafinga. Der Bezirk grenzt im Norden an Rungemba, im Nordosten an Ihalimba, im Südosten an Mdabulo, im Süden an Luhunga und Mtwango und im Westen an Ikongosi. Bei der Volkszählung 2022 lebten 10.393 Menschen in 3022 Haushalten auf einer Fläche von 134 Quadratkilometern.

## Gliederung
Der Bezirk besteht aus vier Gemeinden (swahili Mtaa) mit 17 Orten (Kitongoji):
| Ifwagi - Ilandutwa - Igumula - Itimbo - Ikonongo - Kisilu | Ifupira - Luhanga - Godown - Kidope - Fukalendi | Itona - Itimbo - Itona Kati - Lugolofu - Ilangi Itona | Mwitikilwa - Mpalulo - Mwitikilwa - Uhelesi - Kipini |

## Wirtschaft und Infrastruktur
- Landwirtschaft: Im Bezirk werden rund 4000 Hühner, 1000 Rinder, 550 Schweine und 400 Ziegen gehalten.[8]
- Bildung: Die Itona Secondary School ist eine staatliche weiterführende Tagesschule mit einer Ausbildung bis zur 4. Stufe.[9]
- Gesundheit: Im Bezirk liegt ein Gesundheitszentrum.[10]